# Gerald Freihofner
Gerald Freihofner (* 30. Juli 1946 in Steyr, Oberösterreich; † 22. Oktober 2019) war ein österreichischer Journalist.
Zwischen 1974 und 1990 war er innenpolitischer Ressortleiter der Wochenpresse (1991 in Wirtschaftswoche umbenannt) in der Chefredaktion. Seinen Recherchen in unzähligen Titelgeschichten und der journalistischen Recherchen von Hans Pretterebner ist die Aufdeckung der Hintergründe im Fall Lucona zu verdanken, die den Rücktritt von zwei Ministern zur Folge hatte. 1995 bis 2001 war er Gastprofessor an der Donau-Universität in Krems (EJA – Europäische Journalismus Akademie).
Über viele Jahre leitete Freihofner das Friedrich Funder Institut für Journalistenausbildung und Medienforschung als Präsident; zuletzt war er als selbstständiger Journalist in Wien und Niederösterreich tätig. Von 2006 bis 2009 verfasste er eine regelmäßige Kolumne in der Wiener Zeitung.
Freihofner war seit 1968 Mitglied der katholischen Studentenverbindung KaV Norica Wien im ÖCV.
Er starb im Oktober 2019 und wurde im Familiengrab in Jetzelsdorf bestattet.